# Josef Metzler
Pour les articles homonymes, voir Metzler.
Josef Metzler OMI, né le 7 février 1921 à Eckardroth, près de Bad Soden-Salmünster (Allemagne) et mort le 12 janvier 2012 à Hünfeld, est un prêtre catholique oblat allemand qui fut de 1984 à 1995 préfet des Archives secrètes du Vatican.

## Biographie
Après avoir terminé ses études secondaires à Obermedlingen et Borken, Josef Metzler entre en 1939 au noviciat des Oblats de Marie-Immaculée au couvent de Maria Engelport (Maria Porta Angelica), où il prononce ses premiers vœux le 25 mars 1940.

### Historien
Il poursuit ses études de philosophie et de théologie au séminaire de sa congrégation à Hünfeld, mais il est enrôlé à cause de la Seconde Guerre mondiale dans la Wehrmacht. Il sert en tant qu'opérateur radio en Russie et en Italie. Il est interné dans un camp de prisonniers en Italie dont il est libéré en septembre 1945. Il étudie à partir de 1947  à l'université grégorienne dont il sort diplômé en 1953 en histoire de l'Église avec une Summa cum laude et une médaille d'or pour sa thèse à propos du Décret de Salsette de 1839 et sa signification pour Bombay.
De 1953 à 1958, le P. Josef Metzler enseigne l'histoire des missions et l'histoire de l'Église au couvent Saint-Boniface de sa congrégation situé à Hünfeld et servant de scolasticat pour les oblats. Ensuite, il est envoyé à Rome auprès des Sœurs de la Providence rosminiennes pour les servir en tant que directeur spirituel.
En 1958, le P. Josef Metzler devient professeur d'histoire des missions et d'histoire de l'Église à l'Athénée Urbanianum (devenue en 1963 université pontificale) de Rome. En même temps, il est collaborateur à la Bibliotheca missionum et à la Bibliografia Missionaria.

### Archiviste à Rome
Après la mort du Père Nicola Kowalsky OMI en 1966, Josef Metzler lui succède en tant qu'archiviste de la congrégation de la Propaganda Fide. Il y demeure dix-huit ans.
Le pape Jean-Paul II le nomme en 1984 préfet des Archives secrètes du Vatican. En même temps, s'il est soutenu nominalement par le cardinal bibliothécaire et archiviste de l'Église catholique, c'est lui qui dirige dans les faits le département des archives. Il s'emploie à des recherches historiques en profondeur aussi bien aux archives de la Propaganda Fide qu'aux Archives secrètes du Vatican, rend certaines sources plus accessibles, organise des expositions et ouvre un certain nombre de documents à la connaissance du public. Il prend sa retraite en juin 1995 et retourne en Allemagne où il devient aumônier de la clinique de Bad Wörishofen. Sergio Pagano lui succède en janvier 1997 à la tête des Archives secrètes du Vatican.
Il meurt le 12 janvier 2012 à Hünfeld, où il demeurait depuis l'an 2008.

### Distinctions et charges
En tant qu'archiviste de la Propaganda Fide, Josef Metzler était consulteur de la Congrégation pour l'évangélisation des peuples.
En tant que préfet des Archives secrètes du Vatican, il était également membre de droit de l'Académie pontificale des sciences et directeur de l'École vaticane de paléographie, de diplomatique et d'archivistique. Il était aussi membre du Comité pontifical des sciences historiques et consulteur de la Commission du patrimoine culturel de l'Église.
En 1984, il prend la parole au Xe congrès international des archivistes du Conseil international des archivistes (ICA) qui se tient à Bonn, à propos de l'École vaticane de paléographie, de diplomatique et d'archivistique dépendant des Archives secrètes du Vatican. Au XIe congrès qui se tient à Paris en 1988, il fait partie du comité exécutif.
Le secrétariat du Conseil pontifical pour l'unité des chrétiens l'invite plusieurs fois en tant qu'observateur du Saint-Siège à l'Assemblée du Conseil œcuménique des Églises.
Il est fait docteur honoris causa de l'université d'Uppsala en 1984 et de la Catholic University of America de Washington en l'an 2000.

## Quelques publications
- Josef Metzler (éd.), De Archivis et Bibliothecis Missionibus atque Scientiae Missionum inservientibus, (=Euntes Docete XXI: 1968) Pontificia Universitas Urbaniana De Propaganda Fide, Rome, 1968. 614 pages.
- Josef Metzler publie neuf volumes (XXII-XXX, 1963–1974) concernant la Bibliotheca Missionum. Il publie aussi annuellement dans la Bibliografia Missionaria, Rome, 1959–1990.
- En tant qu'archiviste de la congrégation pour l'évangélisation des peuples (ex-Propaganda Fide) il édite tous les ans un supplément intitulé Documenti problemi missionari.
- Josef Metzler édite cinq volumes de l'histoire de la congrégation de la Propaganda Fide: Sacrae Congregationis de Propaganda Fide Memoria Rerum 1622–1972. Il emploie pour ce faire une soixantaine de collaborateurs.
- Il publie en tant que préfet America Pontificia primi saeculi evangelizationis 1493–1592 (Documenta pontificia ex registris et minutis prasertim in Archivio Secreto Vaticano existentibus), Città del Vaticano, 1991–1995, 3 vol.
- J. Metzler publie le volume XXIV de la Storia della Chiesa: Dalle Missioni alle Chiese Locali (1846–1965), Ed. Paoline, Cinisello Balsamo (Milano) 1990. Il rédige La Santa Sede e le missioni; p. 21-119. La Chiesa nelle Filippine p. 431–448; La Chiesa in Oceania p. 449–476.
- Dans l'ouvrage d'Hubert Jedin Handbuch der Kirchengeschichte [Manuel de l'histoire de l'Église], le Père J. Metzler rédige Die Jungen Kirchen in Asien, Afrika und Ozeanien, vol. VII, Herder, Friibourg 1979, p. 769–820.
- Josef Metzler (éd.), Hermann Hoberg, in: Inventario dell’Archivio della Sacra Romana Rota (sec. XIV-XIX), (=Collectanea Archivi Vaticani, Bd. 34), Città del Vaticano, 1994.